# Római Aegidius
Római Aegidius (latinul: Aegidius Romanus, olaszul: Egidio Colonna, franciául: Gilles de Rome) (Róma, 1247 körül – Avignon, 1316. december 22.) középkori olasz filozófus és teológus.
1260-ban lépett az ágostonos remeték közé. Valószínűleg 1269 és 1272 között Párizsban tanult Aquinói Szent Tamás alatt. 1276-ban lett baccalauresus tentarius, majd az 1277-es Étienne Tempier-vel kapcsolatos teológiai viták idején megírta a Liber contra gradus et pluralitatem formarum című művét. Tempier parancsára sem volt hajlandó megváltoztatni nézeteit, inkább elhagyta Párizst. Csak 1285-be tért vissza, és 6 éven át, 1291-ig teológiát tanított az ágoston-rend első katedráján. Nézetei 1287-től rendjének hivatalos tanításai lesznek, ő maga pedig 1292-től az ágoston-rendi remeték generálisa. 1295-től Burgos püspöke. Életét Avignonban fejezte be 1316-ban.
Jelentős írói életművel rendelkezik. Kommentárokkal látta el Arisztotelész több írását (logikai művek, Retorika, Fizika, De anima, De generatione et corruptione, Metafizika, Etika), a Liber de causist és a Szentenciákat; Quaestio disputatákat és Quaestio quodlibetalisokat szerkesztett, de fennmaradtak tőle különböző témakörökről szóló Theoremák, az In Hexaëmeron, és politikai értekezések (pl. De ecclesiastica potestate).

## Művei magyarul
- Hóra-ének Krisztus kínszenvedéséről; in: Sík Sándor: Himnuszok könyve, Szent István Társulat, Budapest, 1943, 439–441. o.